# 亞歷山大·尼古拉耶維奇·科茲洛夫斯基
亞歷山大·尼古拉耶維奇·科茲洛夫斯基（羅馬化：Aleksandr Nikolayevich Kozlovskiy；1973年5月5日—，生於普斯科夫州大卢基），俄罗斯政治人物，第七届及第八届国家杜马議員。 
1997年，科茲洛夫斯基在莫斯科创业与法律学院毕业，在多家工业企业担任商业主管职位。2010年被任命为第4届大卢基市杜马副主席，开始政治生涯。2011年至2016年間擔任第五届普斯科夫州议会議員。2016年被選爲第七届國家杜馬副主席。2021年再次擔任第八届國家杜馬議員。